# Новомилорадовка
Новомилорадовка (укр. Новомилорадівка) — село,
Покровский сельский совет,
Криничанский район,
Днепропетровская область,
Украина.
Код КОАТУУ — 1222085007. Население по переписи 2001 года составляло 382 человека.

## Географическое положение
Село Новомилорадовка находится на левом берегу реки Рекалова, недалеко от её истоков,
ниже по течению на расстоянии в 0,5 км расположено село Покровка.
На реке сделано несколько запруд.
Рядом проходит железная дорога, станция Сорокопановка в 1-м км.